# Тайницкая башня (Нижний Новгород)
Тайницкая башня — круглая башня Нижегородского кремля. Расположена в нагорной части между Коромысловой и Северной башнями. От остальных круглых башен (не считая Часовую) отличается наличием дозорной вышки на шатре, как у Часовой и Никольской башен.

## Описание
Своим названием сооружение обязано «тайному ходу» к речке Почайна, прорытому под крепостными стенами. В случае длительной осады Нижегородского Кремля по подземному проходу можно было выйти к речке и запастись водой. В XIX веке во время земляных работ по обустройству Зеленского съезда этот тайник засыпали, а для стока воды подземную речушку заключили в коллектор из деревянных труб. По легенде, около кремлёвского холма, в истоке Почайны, лежит каменная глыба, и если она сдвинется с места, то невеликая речушка, вырвавшись на свободу, хлынет широкими потоками и смоет город с лица земли. Сама башня также таила в себе разрушительную силу: в её стенах хранился порох, а поблизости, в овраге, был выстроен пороховой завод — Зелейный двор. От завода появилось и второе название Тайницкой башни — на «Зелене». Третье название башни — Мироносицкая — обусловлено близостью сооружения к церкви святых Жён-Мироносиц. Как и все круглые башни Нижегородского Кремля, Тайницкая имеет три яруса с бойницами, снабжёнными боевыми камерами, и один ярус с зубцами.
В XVII столетии на Тайницкой башне была установлена одна медная пищаль, а в 1785-1790 годах сооружение переоборудовали в продовольственный склад по приказу нижегородского губернатора И. М. Ребиндера. В 1826-1887 годах башню занял батальонный цейхгауз, предназначенный для хранения военного снаряжения и оружия. Позднее фортификацию отдали под архив нижегородского воеводы. В годы Великой Отечественной войны на месте снесённого шатра установили зенитные орудия, защищавшие город от воздушных налётов немецкой армии. В ходе реставрации 1960-х годов шатровую кровлю восстановили.
В 2019 году, после ремонта крыши, устройства перекрытия и ограждений, впервые для посетителей открылась смотровая площадка самого верхнего яруса башни, куда ранее не допускались даже сотрудники музея-заповедника.